# Apicia alteraria
Apicia alteraria är en fjärilsart som beskrevs av Achille Guenée 1858. Apicia alteraria ingår i släktet Apicia och familjen mätare. Inga underarter finns listade i Catalogue of Life.